# Alcíbia
Na mitologia grega Alcíbia (em grego: Αλκιβίη) foi uma amazona que lutou ao lado de Pentesiléia na Guerra de Troia.
Seu nome, dividido, significa "força". Alcibia foi morta em batalha por Diomedes, que a degolou junto com outra amazona, Derimacheia.